# Torleif Torkildsen
Torleif Torkildsen (Oslo, 1892. május 12. – Oslo, 1944. október 7.) olimpiai bronzérmes norvég tornász.
Az 1912. évi nyári olimpiai játékokon tornában svéd rendszerű összetett csapatversenyben bronzérmes lett.
Klubcsapata az Oslo Turnforening volt.